# 廖偉翔
廖偉翔（1990年7月6日—），中華民國政治人物，中國國民黨籍，現任臺中市第四選舉區立法委員，曾任國民黨發言人、數據科技公司執行長、臺中市市長胡志強辦公室主任，被稱為胡志強關門弟子。

## 生平

### 早年
廖偉翔畢業於輔仁大學企業管理學系，舅舅是前國民黨立委黃顯洲，母親為長年擔任臺中市議員的黃馨慧，畢業後成立數據科技公司，亦曾擔任臺中市市長胡志強辦公室主任、台中市議員黃馨慧服務團隊執行長。
2023年1月，廖偉翔出任中國國民黨副發言人；8月，升任發言人。

### 立法委員
2024年，獲得國民黨提名參加臺中市第四選舉區（西屯區、南屯區）立法委員選舉，並與羅廷瑋、黃健豪、林家興組成青年世代立委參選人「臺中F4連線」。其後擊敗時任立委張廖萬堅，以50%的得票率當選，並於2024年2月1日就任第十一屆立法委員。
作為逢甲商圈主要道路之一的福星路，廖偉翔及其市議員母親黃馨慧在逢甲路至福星北路刨封施工前說明會向台中市政府提出劃設標線型人行道，之後共舉行了三場相關說明會。台中市政府在2024年4月完成380公尺之人行空間改善。

## 爭議

### 收割中捷藍線政績
2024年1月29日，行政院核定臺中捷運藍線綜合規劃，預計核定後十年完工通車。1月30日，廖偉翔在社群媒體上發布「賀！成功爭取中捷藍線綜合規劃」圖卡，並在內文中寫下「在這裡，特別要感謝行政院的核定」等文字。此舉卻引起林靜儀不滿，認為政績遭到收割，發布圖卡反駁中捷藍線是自己擔任立委時和立委張廖萬堅、蔡其昌一同爭取的，而且廖偉翔在發文時根本還沒就任，卻自稱立法委員。
對此，廖偉翔解釋「賀爭取成功」無主詞，若林靜儀認為這張圖應該加上她及其他委員的名字，就尊重她的創意。

### 國會衝突
2024年5月17日，立法院審議國會改革法案期間，國民黨與民進黨立委為搶佔主席台發生衝突。其中，民進黨立委沈伯洋踩在民進黨立委背部，爬上國民黨立委組成的人牆，成功突破防線並繼續往議場主席台爬行，過程中踩在其他國民黨立委的肩膀和頭上，最終在推擠拉扯下失去平衡，滾落人群並從主席台摔下，被擔架扛出立法院緊急送醫。根據監視器畫面，過程中，沈伯洋的腰部遭廖偉翔揮拳數下。
此外，邱志偉指控遭廖偉翔、邱鎮軍與黃健豪從高處推落至主席台，又被謝龍介拉扯，因而頭部後側著地。台大醫院診斷為頭部外傷腦震盪、頸部鈍挫傷，邱志偉表示將對邱鎮軍、謝龍介、廖偉翔與黃健豪四人提出殺人未遂以及重傷害告訴。

### 服務處為違建
2024年9月，廖偉翔與母親台中市議員黃馨慧的聯合服務處剛成立就被檢舉是違建。台中市都市發展局認定為違章建築無誤，將列管排拆。廖偉翔在隔日拆除招牌，著手搬遷。

### 台中新光三越發生氣爆事故開直播被批評
2025年2月，廖偉翔在台中新光三越氣爆事故發生後立即到現場開直播，引發網友批評是作秀、妨礙救災，廖偉翔則表示自己是善盡通報責任。

## 選舉紀錄
| 年度 | 選舉屆數             | 選舉區           | 所屬政黨   | 得票數  | 得票率 | 當選標記 | 備註 |
| ---- | -------------------- | ---------------- | ---------- | ------- | ------ | -------- | ---- |
| 2024 | 第十一屆立法委員選舉 | 臺中市第四選舉區 | 中國國民黨 | 119,740 | 50.02% |          |      |

## 外部連結
- 廖偉翔的Facebook粉絲專頁
- 廖偉翔的Instagram帳戶